# Kreis Voghera
Der Kreis Voghera (italienisch circondario di Voghera) existierte 1859 bis 1926 in der italienischen Provinz Pavia.

## Gemeinden (1863)
- mandamento I di Barbianello
  - Barbianello; Casanova Lunati; Mezzanino; Pinarolo; Verrua Siccomario
- mandamento II di Broni
  - Albaredo Arnaboldi; Broni; Campo Spinoso; Cassino; Montù de’ Gabbi; San Cipriano Po
- mandamento III di Casatisma
  - Argine; Bastida Pancarana; Branduzzo; Calcababbio; Casatisma; Castelletto al Po; Mezzana Bottarone; Pancarana; Rea; Robecco Pavese; Verretto
- mandamento IV di Casei Gerola
  - Bastida de’ Dossi; Casei Gerola; Cervesina; Corana; Cornale; Silvano Pietra
- mandamento V di Casteggio
  - Casteggio; Codevilla; Corvino; Montebello; Torrazza Coste; Torre del Monte
- mandamento VI di Godiasco
  - Cecima; Godiasco; Montesegale; Pizzocorno; Rocca Susella; San Ponzo Semola; Trebbiano Nizza
- mandamento VII di Montalto Pavese
  - Borgoratto Mormorolo; Calvignano; Lirio; Montalto Pavese; Montù Berchielli; Mornico Losana; Oliva Gessi; Rocca de’ Giorgi; Staghiglione
- mandamento VIII di Montù Beccaria
  - Bosnasco; Castana; Montescano; Montù Beccaria; San Damiano al Colle; Zenevredo
- mandamento IX di Santa Giuletta
  - Cigognola; Pietra de’ Giorgi; Redavalle; Santa Giuletta; Torricella Verzate
- mandamento X di Soriasco
  - Canevino; Donelasco; Golferenzo; Montecalvo Versiggia; Rovescala; Soriasco; Volpara
- mandamento XI di Stradella
  - Arena Po; Port Albera; Stradella
- mandamento XII di Voghera
  - Pizzale; Retorbido; Rivanazzano; Voghera